# Famille Ribotti
Pour les articles homonymes, voir Ribotti.
La famille Ribotti est originaire de Pierlas. Jean Ribotti a fondé en 1699 la famille des comtes de Valdeblore et de Mollières. Ignace Ribotti est un militaire sarde, et député.

## Membres de la famille
Le premier membre connu est Jean Ribotti qui vivait à Pierlas au XVIe siècle. Pierlas est aujourd'hui une commune française, située dans le département des Alpes-Maritimes en région Provence-Alpes-Côte d'Azur.
Après avoir appartenu aux Grimaldi de Bueil jusqu'à l'exécution d'Annibal Grimaldi en 1621, le fief de Pierlas appartient aux Badat, Brès, et Léotardi. Il est ensuite vendu à Joseph Caïs, avec le titre de comte de Pierlas, en 1761. Françoise Ribotti, fille de Jean-André Ribotti, deuxième comte de Valdeblore, s'est mariée en 1759 avec Joseph Caïs.
Plusieurs membres de la famille ont fait souche à Nice au XVIIIe siècle.

### Jean Ribotti
Jean Ribotti est docteur en médecine et professeur d'anatomie à l'hôpital de Milan.
Il achète en décembre 1699 au patrimonial du duc Victor-Amédée II de Savoie les fiefs de Valdeblore, Isola, Venanson, Utelle, Levens, Breil, Saorge, Lantosque, Saint-Étienne-de-Tinée, Pigna, La Bollène, Saint-Sauveur et Contes pour 159 580 livres. Il ne conserve que Valdeblore avec le titre de comte. Il reçoit l'hommage des chefs de maisons de Valdeblore le 1er juin 1700.
Jean Ribotti ne possède le fief de La Bollène-Vésubie que du 31 décembre 1699 au 21 septembre 1700, date à laquelle le duc Victor-Amédée II  entérine la vente des droits à la communauté de ses habitants, à qui est conférée la dignité comtale : La Bollène est dès lors « comtesse d’elle-même ».
Jean Ribotti meurt en 1721.

### Ignace Ribotti

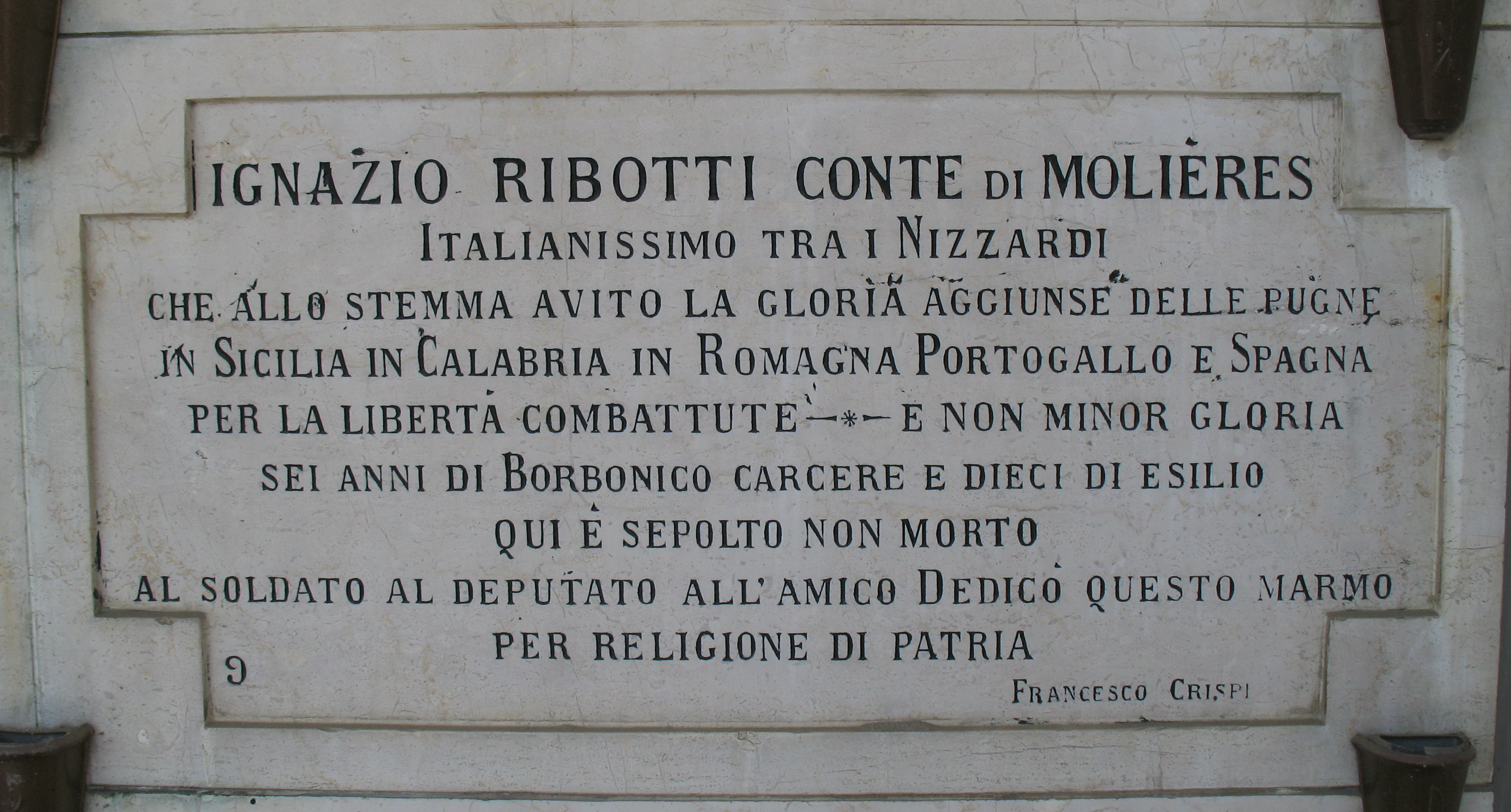
Plaque mortuaire au cimetière de Turin.

Ignace Ribotti, comte de Mollières est né à Nice le 12 novembre 1809 et mort à Brigue-Glis le 26 septembre 1864.
Officier sarde, il participe en 1831 à la conspiration des Cavalieri della libertà. Obligé de s'exiler, il participe à des combats pour la liberté, au Portugal (1832-1835) contre la tyrannie de Dom Miguel et prend part au siège de Porto, puis en Espagne (1836-1840) où il combat contre les prétentions de Don Carlos.
En 1843, revenu en Italie, il guide l'expédition menée par Nicolas Fabrizi en Romagne et tente sans succès d'occuper Imola et de prendre Bologne. En 1848, après la révolte de Palerme, il participe à une expédition en Sicile, en 1848, et tentée de s'emparer de Messine. Après un début d'insurrection en Calabre, il y débarqua avec 700 hommes. Arrêté, il est mis au cachot dans le fort Saint-Elme, à Naples, et n'est libéré que le 15 décembre 1854. Il est alors réintégré alors dans l'armée sarde.
En 1859, Camillo Cavour l'envoie aider l'insurrection en Lunégiane. Après la bataille de Magenta il prend le commandement dans les duchés libérés. Le 8 mars 1860, il est nommé lieutenant-général de l'armée sarde et commande la 12e division. Il refuse de commander l'expédition en Sicile et c’est un autre Niçois, Joseph Garibaldi, qui organise l'expédition des Mille.
Il est nommé député de Sant'Arcangelo, puis de Guastalla. Il est appelé au commandement du corps d'armée de Modène et reçoit la croix de grand officier de l'ordre des Saints-Maurice-et-Lazare
Il meurt à Brigue-Glis alors qu'il revenait de se soigner à Loèche de maux dont il souffrait depuis son internement à Naples,,.

### Liens entre les membres de la famille
Liens entre les membres de la famille : 
- Jean Ribotti, vit à Pierlas au XVIe siècle.
  - Jean-Antoine, apothicaire à Nice, mort avant 1634.
  - Jean-Louis, notaire à Nice.
  - Cyprien, fonde la branche des Ribotti seigneurs d'Isola, mort à Pierlas avant 1637. Son petit-fils Pierre est notaire à Pierlas.
  - Gaspard, qui forme la branche des Ribotti comtes de Valdeblore, mort à Pierlas avant 1637. Il épouse une sœur de l'avocat Jean-Louis de Bres et du capitaine Honoré de Bres, coseigneurs de Pierlas. Il a trois fils de ce mariage :
    - Jean, prêtre et prieur commanditaire de Valdeblore en 1632.
    - Cyprien, prêtre à Pierlas.
    - César, qui de son mariage, a trois filles et quatre garçons :
      - André, prieur commendataire de Valdeblore à la mort de son oncle.
      - Pierre, prieur de Govone.
      - Jean Ribotti, docteur en médecine et professeur d'anatomie à l'hôpital de Milan.
      - Louis qui teste à Pierlas en 1726. Il a un fils :
        - Jean-André, mort en 1769. Par testament, Jean Ribotti transmet le comté de Valdeblore à son neveu Jean-André Ribotti. Jean-André Ribotti a de son mariage avec Marie-Thérèse Emeric des comtes de Saint-Dalmas-le-Selvage cinq filles et trois fils :
          - Marie-Agnès, religieuse chez les Bernardines de Nice, en 1745,
          - Thérèse-Constante, religieuse chez les Clarisses de Nice, en 1761,
          - Madeleine, qui s'est mariée avec son cousin Victor Emeric, comte de Saint-Dalmas-le-Selvage, juge de Guillaumes, en 1761,
          - Françoise, mariée en 1759 avec Joseph Caïs, colonel de la milice du comté et devenu comte de Pierlas en 1761,
          - Élisabeth, qui a épousé en 1763 Justin Rous, coseigneur de Châteauneuf, comte de Peillon en 1775,
          - Pierre-Annibal, 3e comte de Valdeblore.
          - Étienne-Maurice, avocat au Sénat de Nice. De son mariage avec Thérèse Peyre, en 1765, il n'a qu'une fille, Marie-Joséphine-Crucifixe, mariée en 1783 avec son cousin Joseph-Marie Caïs, comte de Pierlas.
          - Hyacinthe-Zacharie, 4e, comte de Valdeblore à la mort de son frère en 1786 ; il meurt à Clans en 1812. De son mariage il a deux fils :
            - Louis-André, officier, mort en 1794 à la suite de blessures.
            - Philippe-André, né en 1766, 5e comte de Valdeblore à la mort de son père. De son premier mariage il a deux fils et du second un autre fils :
              - Adrien, 6e comte de Valdeblore et de Mollières,
              - Victor, 7e et dernier comte de Valdeblore et de Mollières, mort à Nice en 1891 sans postérité.
              - Ignace Ribotti.

## Héraldique
Le blasonnement donné par Charles Poplimont (1821-1887), est de sinople, à une boucle d’or ; coupé d'argent à un cheval gai d’azur. Ce blasonnement fourni par cet « historien » est reproduit ici pour mémoire.
Pierre-Robert Garino donne un double blasonnement pour cette famille Ribotti : d’argent à la grappe de groseille au naturel ou d’argent à la grappe de groseille au naturel ; au chef d’or cousu chargé d’une aigle de sable bicéphale.
Pour Jules De Orestis di Castelnuovo : d’argent à la grappe de groseille au naturel ; au chef d’or cousu chargé d’une aigle de sable biceps .
Le dictionnaire Robert & Signorelli français-italien et italien-français indique que « groseille » se traduit en italien par l’invariable ribes : des armes parlantes donc.
Les botanistes utilisent ce terme pour désigner le genre Ribes.
Le chef d’or à l’aigle bicéphale de sable rappelle les armoiries de la famille Lascaris, motif héraldique que l’on retrouve ailleurs dans le comté de Nice depuis le mariage en 1261 d’Eudoxie Lascaris avec Guillaume Pierre de Vintimille.
Dans l’église paroissale de Mollières, dédiée à la Vierge, le retable du maître-autel, très dégradé, porte la pièce principale du blason des Ribotti : une grappe de groseilles.
Pierre-Jean Ciaudo indique que la mairie de La Bollène-Vésubie utilise sur son papier à en-tête un écu coupé : au premier : d’argent à l’aigle bicéphale d’azur ; au second : d’argent à la grappe de groseille feuillée au naturel, simple variante des armes de la famille Ribotti et cela parce que La Bollène fut inféodée à Jean Ribotti du 31 décembre 1699 au 21 septembre 1700 ; cet auteur propose donc de nouvelles armes pour cette commune.

## À  Nice
La famille Ribotti eut son palais à Nice vers 1693, qui passa à la famille Caïs de Pierlas à la fin de dix-huitième siècle.
Les auteurs parlent encore d’une maison Ribotti, située le plus au nord du chemin de Brancolar (quartier de Cimiez), une propriété léguée par le poète Joseph Dabray à sa fille veuve en secondes noces d’un chevalier Ribotti .
Une voie publique de Nice, la rue Ribotti, honore cette famille, . Il existe 32 voies de Nice portant le nom d’une famille niçoise (famille de Nice ou de son comté).

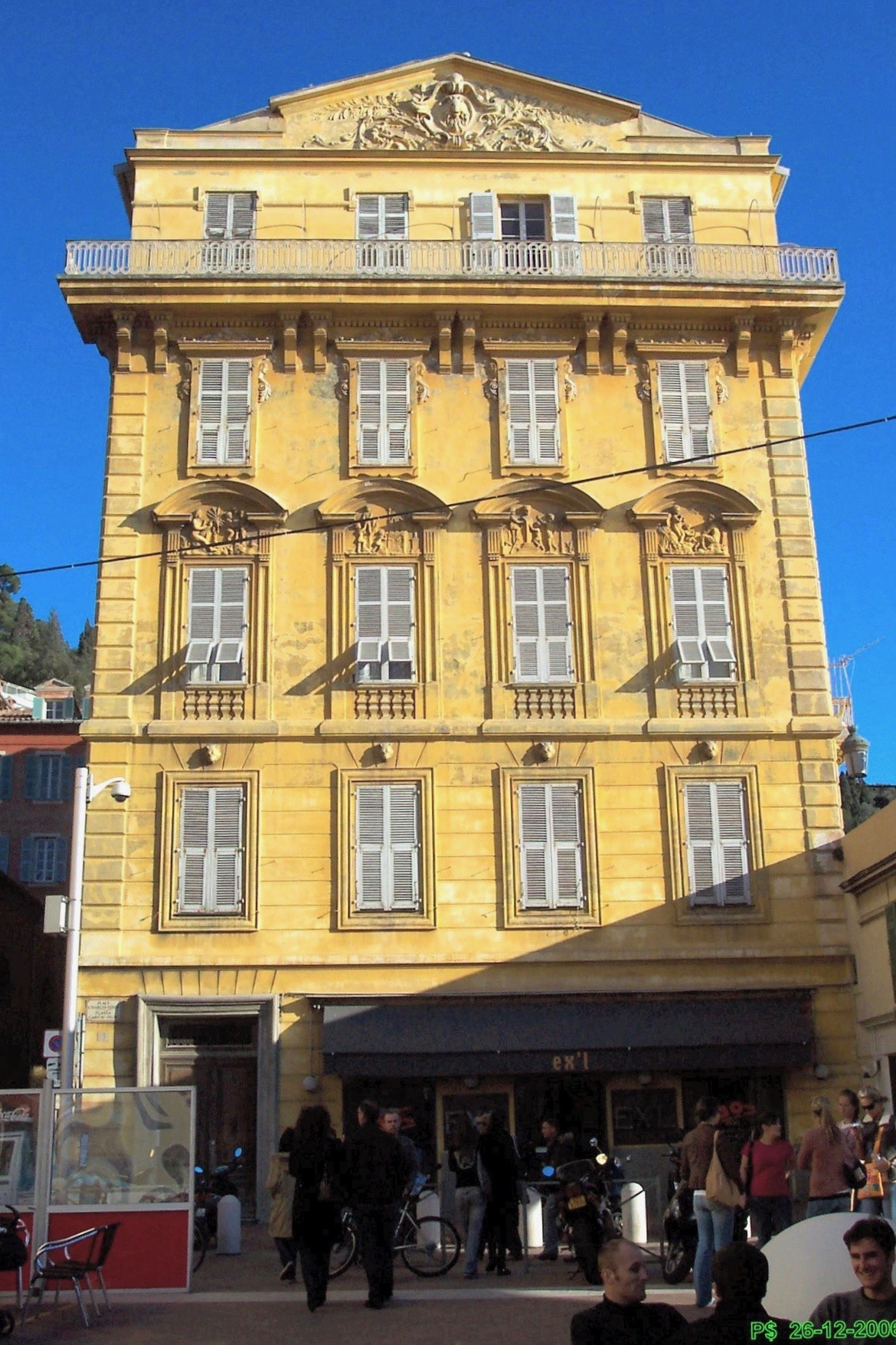
Palais Ribotti-Cais di Pierlas, au n° 1 de la place Charles-Félix (au fond du cours Saleya), quartier du Vieux-Nice à Nice.
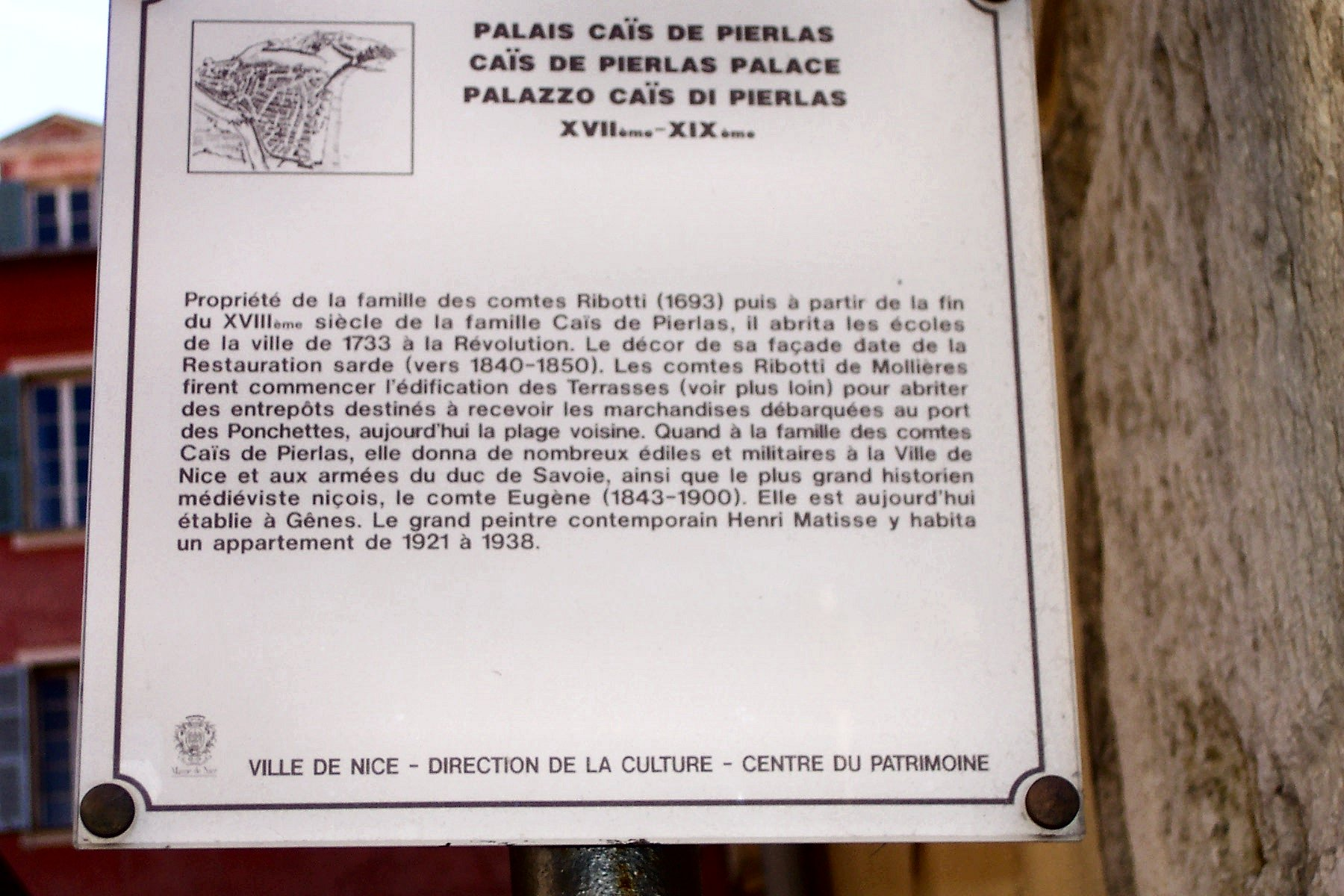